# Сонеха
Сонеха, Сонейша (ісп. Soneja (офіційна назва), валенс. Soneixa) — муніципалітет в Іспанії, у складі автономної спільноти Валенсія, у провінції Кастельйон. Населення — 1542 особи (2010).

## Географія
Муніципалітет розташований на відстані близько 290 км на схід від Мадрида, 37 км на південний захід від міста Кастельйон-де-ла-Плана.

## Демографія
Динаміка населення (INE ):

## Галерея зображень

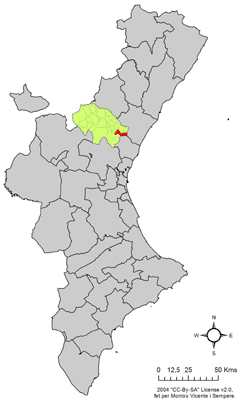
Розташування муніципалітету Сонеха у автономній спільноті Валенсія
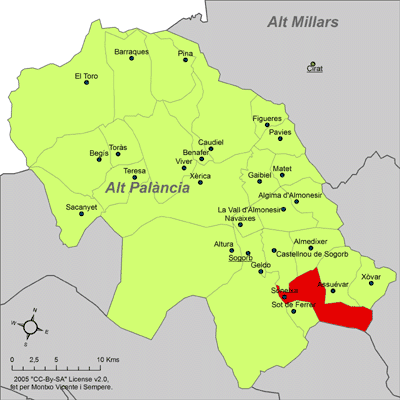
Розташування муніципалітету Сонеха у комарці Альто-Палансія